# Rhacocleis poneli
Rhacocleis poneli är en insektsart som beskrevs av Carl Otto Harz och Voisin 1987. Rhacocleis poneli ingår i släktet Rhacocleis och familjen vårtbitare. Inga underarter finns listade i Catalogue of Life.